# أوليغ جريجورييف
أوليغ جريجورييف (الروسية: Григорьев, Олег Георгиевич) (مواليد 25 ديسمبر 1937) هو ملاكم من الاتحاد السوفيتي، مثّل بلاده في الألعاب الأولمبية الصيفية 1960.

## روابط خارجية
أوليغ جريجورييف على موقع بوكس ريك (الإنجليزية) (registration required)
- أوليغ جريجورييف على موقع أوليمبيديا (الإنجليزية)